# Толосальдеа
Толосальдеа (исп. и баск. Tolosaldea)  — район (комарка) в Испании, входит в провинцию Гипускоа в составе автономного сообщества Страна Басков.

## Муниципалитеты
1. Абальсискета
2. Адуна
3. Альбистур
4. Алегриа-де-Ориа
5. Алькиса
6. Альсо
7. Вильябона
8. Амескета
9. Аноэта
10. Астеасу
11. Балиаррайн
12. Белаунса
13. Берастеги
14. Берроби
15. Бидегойян
16. Сисуркиль
17. Эльдуайен
18. Гастелу
19. Эрниальде
20. Ибарра (Гипускоа)
21. Икастегьета
22. Ирура
23. Ларрауль
24. Леабуру
25. Легоррета
26. Лисарса
27. Орендайн
28. Ореха
29. Толоса